# Kanna (Pologne)
Pour les articles homonymes, voir Kanna.
Kanna est une localité polonaise de la gmina de Bolesław, située dans le powiat de Dąbrowa en voïvodie de Petite-Pologne.